# Tadiran Mastiff
Mastiff – izraelski, bezzałogowy aparat latający (UAV - Unmanned Aerial Vehicle) opracowany w firmie Tadiran Electronic Industries włączonej do koncernu Israel Aerospace Industries. 
Aparat powstał w wyniku doświadczeń wyniesionych z wojny Jom Kipur w 1973 roku, podczas której to izraelskim dowódcom oddziałów lądowych brakowało informacji z rozpoznania taktycznego. 
Aparat startuje z katapulty, która może być umieszczona nawet na samochodzie terenowym, przez cały czas lotu sterowany jest przez operatora znajdującego się na ziemi. Lądowanie zapewnia trójgoleniowe podwozie kołowe, nie wciągane w kadłub. W standardowej wersji aparat przenosi kamerę telewizyjną (lub termowizyjną) z możliwością przekazywania obrazu w czasie rzeczywistym. Mastiff używany był przez armię Izraela oraz Marynarkę Wojenną Stanów Zjednoczonych.